# Slowakije op het Eurovisiesongfestival 2009
In 2009 nam Slowakije na elf jaar opnieuw deel aan het Eurovisiesongfestival. Deze editie vond plaats in Moskou, Rusland. Het land moest voor de eerste keer deelnemen aan een halve finale. Slowakije werd geloot in de tweede halve finale op donderdag.
Dit jaar kwam Slowakije met een duet. Kamil en Nela zongen "Let' tmou", wat vrij vertaald 'nachtvlucht' betekent in het Nederlands.

## Selectie
In 2009 werd er een nationale finale gehouwen om de vierde Slowaakse inzending te kiezen. De winnaar werd gekozen door televoting. In het najaar van 2008 werd er een nationale oproep gelanceerd voor het inzenden van een nummer. Alle inzendingen werden voorgelegd aan STV. STV stelde vijf halve finales in. De data voor de halve finales waren zondag 15 februari, vrijdag 20 februari, zondag 22 februari, vrijdag 27 februari en zondag 1 maart. Daar werden de twee beste verkozen door televoting en een derde werd verkozen door een jury. In totaal waren er 15 nummer in de finale. In de finale werd de winnaar gekozen door televoting.

## In Moskou
Slowakije kwam als achtste aan de beurt in de tweede halve finale net na Cyprus en voor Denemarken. Op het einde van de avond bleek dat men op een 18de plaats was geëindigd met 8 punten. Dit was niet genoeg om de finale te halen.
België zat in de andere halve finale en Nederland had geen punten over voor deze inzending

### Gekregen punten

#### Halve Finale 2
| 12 punten | 10 punten | 8 punten | 7 punten   | 6 punten            |
| --------- | --------- | -------- | ---------- | ------------------- |
|           |           |          |            |                     |
| 5 punten  | 4 punten  | 3 punten | 2 punten   | 1 punt              |
|           | - Albanië |          | - Oekraïne | - Ierland - Rusland |

### Punten gegeven door Slowakije

#### Halve Finale 2
Punten gegeven in de halve finale:
| 12 punten | Azerbeidzjan |
| 10 punten | Noorwegen    |
| 8 punten  | Estland      |
| 7 punten  | Moldavië     |
| 6 punten  | Oekraïne     |
| 5 punten  | Griekenland  |
| 4 punten  | Albanië      |
| 3 punten  | Polen        |
| 2 punten  | Hongarije    |
| 1 punt    | Cyprus       |

#### Finale
Punten gegeven in de finale:
| 12 punten | Estland               |
| 10 punten | Noorwegen             |
| 8 punten  | Bosnië en Herzegovina |
| 7 punten  | Verenigd Koninkrijk   |
| 6 punten  | IJsland               |
| 5 punten  | Israël                |
| 4 punten  | Azerbeidzjan          |
| 3 punten  | Armenië               |
| 2 punten  | Portugal              |
| 1 punt    | Oekraïne              |

| 12 punten | Israël                |
| 10 punten | Estland               |
| 8 punten  | IJsland               |
| 7 punten  | Armenië               |
| 6 punten  | Portugal              |
| 5 punten  | Verenigd Koninkrijk   |
| 4 punten  | Bosnië en Herzegovina |
| 3 punten  | Litouwen              |
| 2 punten  | Frankrijk             |
| 1 punt    | Duitsland             |

| 12 punten | Noorwegen             |
| 10 punten | Azerbeidzjan          |
| 8 punten  | Bosnië en Herzegovina |
| 7 punten  | Verenigd Koninkrijk   |
| 6 punten  | Estland               |
| 5 punten  | Oekraïne              |
| 4 punten  | IJsland               |
| 3 punten  | Griekenland           |
| 2 punten  | Albanië               |
| 1 punt    | Moldavië              |

1994 · 1995 · 1996 · 1997 · 1998 · 1999-2008 · 2009 · 2010 · 2011 · 2012 · 2013-2025